# Listă de personalități născute în orașul New York
Aceasta este o listă alfabetică a personalităților născute în orașul New York:

## 0-9
- 22Gz (n. 1997), rapper.
- 50 Cent (n. 1975), raper.

## A
- Diahnne Abbott (n. 1945), actriță, cântăreață;
- Kareem Abdul-Jabbar (n. 1947), baschetbalist;
- Christina Aguilera (n. 1980), cântăreață, actriță;
- Danny Aiello (n. 1933), actor;
- Alan Alda (n. 1936), actor și scenarist;
- Woody Allen (n. 1935), actor de comedie, regizor;
- Carmelo Anthony (n. 1984), baschetbalist;
- Marc Anthony (n. 1968), compozitor, actor, producător;
- Judd Apatow (n. 1967), producător, regizor, scenarist, actor și comic;
- Fiona Apple (n. 1977), cântăreață;
- Kenneth Arrow (1921 - 2017), economist, laureat al Premiului Nobel pentru economie;
- Jake T. Austin (n. 1994), actor

## B
- Barbara Bach (n. 1947), actriță;
- Azealia Banks (n. 1991), cântăreață, compozitoare;
- Joseph Barbera (1911 - 2006), regizor, scenarist și producător de filme de desene animate;
- Tony Bennett (n. 1926), cântăreț de jazz;
- Bob Beamon (n. 1946), atlet;
- Milton Berle (1908 - 2002), actor;
- Craig Bierko (n. 1964), actor, cântăreț;
- Humphrey Bogart (1899 - 1957), actor;
- Patrick Breen (n. 1960), actor;
- Abigail Breslin (n. 1996), actriță, cântăreață;
- Matthew Broderick (n. 1962), actor;
- Mel Brooks (n. 1926), regizor, actor, scenarist și producător de film;
- George Burns (1896 - 1996), actor;
- Steve Buscemi (n. 1957), actor, scenarist, regizor.

## C
- James Caan (n. 1940), actor;
- James Cagney (1899 - 1986), actor;
- Dan Calichman (n. 1968), fotbalist;
- Maria Callas (1923 - 1977), soprană;
- Al Capone (1899 - 1947), renumit gangster;
- Nestor Carbonell (n. 1967), actor;
- George Carlin (1937 - 2008), actor de comedie, scriitor;
- John Carlos (n. 1945), atlet;
- Eric Carr (1950 - 1991), muzician instrumentist;
- Big Cass (n. 1986), wrestler profesionist;
- John Cassavetes (1929 - 1989), regizor, scenarist;
- Jeff Chandler (1918 - 1961), actor;
- Chevy Chase (n. 1943), actor;
- Nancy Chodorow (n. 1944), sociolog;
- Lady Randolph Churchill (1854 - 1921), mama lui Winston Churchill;
- Cree Cicchino (n. 2002), actriță;
- Sean Combs (n. 1969), rapper, actor, producător;
- Glen Cook (n. 1944), scriitor;
- Robin Cook (n. 1940), scriitor;
- Leon Neil Cooper (n. 1930), fizician, Premiul Nobel pentru Fizică;
- Aaron Copland (1900 - 1990), compozitor;
- Ann Coulter (n. 1961), comentatoare conservatoare, autoare, cronicar și avocată;
- Billy Crystal (n. 1948), actor, producător de film, regizor;
- George Cukor (1899 - 1983), regizor;
- Macaulay Culkin (n. 1980), actor;
- Tony Curtis (1925 - 2010), actor.

## D
- Alexandra Daddario (n. 1986), actriță, fotomodel;
- Matthew Daddario⁠(d) (n. 1987), actor;
- Tony Danza⁠(d) (n. 1951), actor;
- Bobby Darin (1936 - 1973), cântăreț, compozitor și actor;
- Larry David (n. 1947), actor de comedie, producător TV;
- Sammy Davis Jr. (1925 - 1990), actor, comediant;
- Rosario Dawson (n. 1979), actriță;
- Bill de Blasio (n. 1961), primar al orașului New York;
- Robert De Niro (n. 1943), actor, dublu câștigător al Premiului Oscar;
- Éamon de Valera (1882 - 1975), om politic irlandez, unul dintre conducătorii luptei pentru independența națională a Irlandei;
- Lana Del Rey (n. 1985), cântăreață, compozitoare;
- Vin Diesel (n. 1967), actor, regizor, producător;
- Kirk Douglas (n. 1916), actor, regizor, producător;
- Robert Downey, Jr. (n. 1965), actor, producător;
- Fran Drescher (n. 1957), actriță;
- Julia Louis-Dreyfus (n. 1961), actriță, prezentatoare TV;
- Richard Dreyfuss (n. 1947), actor;
- James Drury (1934 - 2020), actor;
- David Duchovny (n. 1960), actor;
- Claudia Durastanti (n. 1984), scriitoare italiană.

## E
- Jesse Eisenberg (n. 1983), actor;
- Ansel Elgort (n. 1994), actor, DJ;
- Duke Ellington (1899 - 1974), compozitor, pianist;
- Nora Ephron (1941 - 2012), scriitoare și producătoare de film.

## F
- Douglas Fairbanks, Jr. (1909 - 2000), actor;
- Peter Falk (1927 - 2011), actor;
- Richard Feynman (1918 - 1988), fizician; Premiul Nobel pentru Fizică;
- Hamilton Fish (1808 - 1893), politician;
- Jane Fonda (n. 1937), actriță, scriitoare;
- Peter Fonda (n. 1940), actor, scenarist, producător;
- Milton Friedman (1912 - 2006), economist, Premiul Nobel pentru Economie;
- John Frusciante (n. 1970), instrumentist, producător de muzică.

## G
- Art Garfunkel (n. 1941), cântăreț, actor;
- Henry Garson (1912 - 2003), scenarist, dramaturg;
- Lou Gehrig (1903 - 1941), jucător de baseball;
- Sarah Michelle Gellar (n. 1977), actriță;
- Murray Gell-Mann (1929 - 2019), fizician, Premiul Nobel pentru Fizică;
- George Gershwin (1898 - 1937), compozitor;
- Ira Gershwin (1896 - 1983), textier, fratele lui George Gershwin;
- Mel Gibson (n. 1956), actor;
- Vitas Gerulaitis (1954 - 1994), jucător de tenis;
- Sheldon Lee Glashow (n. 1932), fizician, Premiul Nobel pentru Fizică;
- Roy Jay Glauber (1925 - 2018), fizician, Premiul Nobel pentru Fizică;
- Jackie Gleason (1916 - 1987), comediant, actor și muzician;
- Whoopi Goldberg (n. 1955), comedie, cântăreață, compozitoare, deținătoare a Premiului Emmy;
- Daniel Goldin (n. 1940), administrator NASA;
- Herbert Goldstein (1922 - 2005), fizician;
- Topher Grace (n. 1978), actor;
- Rocky Graziano (1919 - 1990), boxer;
- Alan Greenspan (n. 1926), economist;
- Melanie Griffith (n. 1957), actriță;
- Steve Guttenberg (n. 1958), actor, regizor, om de afaceri;
- Maggie Gyllenhaal (n. 1977), actriță.

## H
- Marvin Hamlisch (1944 - 2012), compozitor, dirijor;
- Natasha Hastings (n. 1986), atletă;
- Anne Hathaway (n. 1982), actriță;
- Curt Hawkins (n. 1985), wrestler;
- Susan Hayward (1917 - 1975), actriță;
- Rita Hayworth (1918 - 1987), actriță;
- Joseph Heller (1923 - 1999), scriitor;
- Lance Henriksen (n. 1940), actor;
- Bernard Herrmann (1911 - 1975), compozitor;
- Paris Hilton (n. 1981), fotomodel, actriță, moștenitoare a imperiului financiar Hilton;
- Gregory Hines (1946 - 2003), actor, dansator, cântăreț;
- Judd Hirsch (n. 1935), actor.

## I
- Washington Irving (1783 - 1859), scriitor.

## J
- Henry James (1843 - 1916), scriitor, critic literar;
- William James (1842 - 1910), psiholog, fratele lui Henry James;
- John Jay (1745 - 1829), politician, om de stat, jurist;
- Jay-Z (n. 1969), rapper;
- Billy Joel (n. 1949), muzician, pianist, cântăreț și compozitor;
- Scarlett Johansson (n. 1984), actriță;
- Boris Johnson (n. 1964), politician, jurnalist britanic;
- Norah Jones (n. 1979), cântăreață;
- Michael Jordan (n. 1963), baschetbalist, om de afaceri.

## K
- Andy Kaufman (1949 - 1984), actor;
- Danny Kaye (1911 - 1987), actor;
- Harvey Keitel (n. 1939), actor;
- George Kennedy (1925 - 2016), actor;
- Jacqueline Kennedy Onassis (1929 - 1994), editor, soția președintelui Kennedy și apoi a lui Aristotel Onassis;
- Alicia Keys (n. 1981), cântăreață, actriță, textieră și pianistă;
- Jimmy Kimmel (n. 1967), actor de comedie;
- Calvin Klein (n. 1942), creator de modă, om de afaceri;
- Edward Koch (1924 - 2013), avocat, politician;
- Yaphet Kotto (1939 - 2021), actor;
- Lenny Kravitz (n. 1964), cântăreț, compozitor;
- Stanley Kubrick (1928 - 1999), regizor, scenarist și producător de film.

## L
- Fiorello La Guardia (1882 - 1945), fost primar al orașului;
- Lady Gaga (n. 1986), cântăreață;
- Veronica Lake (1922 - 1973), actriță;
- Jake LaMotta (1922 - 2017), boxer;
- Burt Lancaster (1913 - 1994), actor, laureat Oscar;
- Martin Landau (1928 - 2017), actor;
- Diane Lane (n. 1965), actriță;
- Cyndi Lauper (n. 1953), cântăreață, compozitoare, actriță;
- Madeleine L'Engle (1918 - 2007), scriitoare;
- Melissa Leo (n. 1960), actriță, laureată Oscar;
- Leonore de Suedia (n. 2014), copil al prințesei Madeleine a Suediei;
- Alan Jay Lerner (1918 - 1986), textier, libretist;
- Roy Lichtenstein (1923 - 1997), pictor, sculptor;
- Lil' Kim (n. 1974), rapperiță;
- Deborah Lipstadt (n. 1947), istoric;
- Peggy Lipton (n. 1946), actriță;
- Lucy Liu (n. 1968), actriță;
- Robert Loggia (1930 - 2015), actor, regizor;
- Lindsay Lohan (n. 1986), actriță, cântăreață, producătoare și fotomodel;
- Jennifer López (n. 1969), actriță, cântăreață;
- Julia Louis-Dreyfus (n. 1961), actriță, prezentatoare TV;
- Lucky Luciano (1897 - 1962), gangster.

## M
- Sarah J. Maas (n. 1986), scriitoare;
- Rose Marie (1923 - 2017), actriță;
- Lee Marvin (1924 - 1987), actor;
- Chico Marx (1887 - 1961), actor de comedie, unul din frații Marx;
- Groucho Marx 1890 - 1977), actor de comedie, unul din frații Marx;
- Gummo Marx 1892/1893? - 1977), actor de comedie, unul din frații Marx;
- Harpo Marx 1888 - 1964), actor de comedie, unul din frații Marx;
- Zeppo Marx 1901 - 1979), actor de comedie, unul din frații Marx;
- James Maslow (n. 1990), actor,  cântăreț, model și dansator;
- Walter Matthau (1920 - 2000), actor;
- Christopher McDonald (n. 1955), actor;
- Herman Melville (1819 - 1891), scriitor;
- Yehudi Menuhin (1916 - 1999), violonist, dirijor;
- Ethel Merman (1908 - 1984), actriță;
- Dina Meyer (m. 1968), actriță;
- Lea Michele (n. 1986), actriță, cântăreață;
- Alyssa Milano (n. 1972), actriță;
- Arthur Miller (1915 - 2005), scriitor, laureat al Premiului Pulitzer;
- Harvey Milk (1930 - 1978), politician;
- Mary Tyler Moore (1936 - 2017), actriță;
- Zero Mostel (1915 - 1977), actor;
- Richard Mulligan (1932 - 2000), actor;
- Charlie Murphy (1959 - 2017), actor de comedie;
- Eddie Murphy (n. 1961), actor, regizor, producător, cântăreț.

## N
- Dominic Napolitano (1930 - 1981), gangster;
- Janet Napolitano (n. 1957), om politic;
- Nas (n. 1973), rapper, antreprenor;
- Casey Neistat (n. 1981), regizor, vlogger;
- Sam Newfield (1889 - 1964), regizor;
- Harry Nilsson (1941 - 1994), compozitor, cântăreț, pianist, chitarist;
- Cynthia Nixon (n. 1966), actriță;
- The Notorious B.I.G. (1972 - 1997), rapper.

## O
- Jerry O'Connell (n. 1974), actor;
- Eugene O'Neill (1888 - 1953), dramaturg, laureat al Premiului Nobel pentru Literatură;
- George Oppenheimer (1900 - 1977), scenarist, dramaturg, jurnalist;
- Robert Oppenheimer (1904 - 1967), fizician, laureat al Premiului "Enrico Fermi".

## P
- Al Pacino (n. 1940), actor;
- James Patterson (n. 1947), scriitor;
- Sarah Paulson (n. 1974), actriță;
- Amanda Peet (n. 1972), actriță;
- Robert Pine (n. 1941), actor;
- Ted Post (1918 - 2013), regizor;
- Colin Powell (n. 1937), politician, om de stat;
- Priscilla Presley (n. 1945), actriță, fotomodel;
- Mario Puzo (1920 - 1999), scenarist, câștigător a două premii Oscar.

## R
- Raekwon (n. 1970), rapper;
- David Rayfiel (1923 - 2011), scenarist;
- Lou Reed (1942 - 2013), muzician;
- Christopher Reeve (1952 - 2004), actor;
- Carl Reiner (n. 1922), actor de comedie;
- Rob Reiner (n. 1947), actor, regizor, producător;
- Paul Reiser (n. 1957), actor, scriitor;
- Bebe Rexha (n. 1989), cântăreață;
- Terry Richardson (n. 1965), fotograf pentru campanii publicitare;
- Burton Richter (n. 1931), fizician, Premiul Nobel pentru Fizică;
- Thelma Ritter (1902 - 1969), actriță;
- Joan Rivers (1933 - 2014), actriță de comedie;
- Chris Rock (n. 1965), actor, scenarist, regizor;
- Norman Rockwell (1894 - 1978), desenator, pictor;
- Ray Romano (n. 1957), actor;
- Saoirse Ronan (n. 1994), actriță;
- Mickey Rooney (1920 - 2014), actor, două Premii Oscar;
- Franklin Delano Roosevelt (1882 - 1945), președinte al SUA;
- Eleanor Roosevelt (1884 - 1962), soția președintelui Franklin Delano Roosevelt;
- Theodore Roosevelt (1858 - 1919), președinte al SUA;
- Ethel Greenglass Rosenberg  (1915 - 1953), spion în favoarea URSS;
- Julius Rosenberg (1918 - 1953), spion în favoarea URSS, soțul lui Ethel Rosenberg;
- Emmy Rossum (n. 1986), cântăreață;
- Veronica Roth (n. 1988), scriitoare;
- Mercedes Ruehl (n. 1948), actriță.

## S
- Carl Sagan (1934 - 1996), astronom;
- J. D. Salinger (1919 - 2010), scriitor;
- Jonas Salk (1914 - 1995), medic, creatorul vaccinului contra poliomielitei;
- Bernie Sanders (n. 1941), politician, senator;
- Adam Sandler (n. 1966), actor, comediant, muzician, scenarist și producător de film;
- Vincent Schiavelli (n. 1948), actor;
- Julian Schnabel (n. 1951), artist, producător de film;
- Amy Schumer (n. 1981), actriță, comediantă, scenaristă, producătoare și regizoare;
- Martin Scorsese (n. 1942), regizor și producător de film;
- Jerry Seinfeld (n. 1954), actor, scenograf, producător de film;
- Maurice Sendak (n. 1928), scriitor, ilustrator de literatură;
- Tupac Shakur (1971 - 1996), rapper; cele mai multe vânzări de albume din lume;
- Artie Shaw (1910 - 2004), muzician, regizor, compozitor;
- Brooke Shields (n. 1965), actriță;
- Bugsy Siegel (1906 - 1947), gangster;
- Robert Silverberg (n. 1935), scriitor;
- Neil Simon (n. 1927), dramaturg, scenarist;
- Aaron Sorkin (n. 1961), scenarist, producător de film, scriitor;
- Mickey Spillane (1918 - 2006), autor romane polițiste;
- Sylvester Stallone (n. 1946), actor, regizor, scenarist;
- Barbara Stanwyck (1907 - 1990), actriță;
- Peter Steele (1962 - 2010), muzician;
- Jon Stewart (n. 1962), actor, producător de televiziune;
- Julia Stiles (n. 1981), actriță;
- Ben Stiller (n. 1965), actor, comediant, regizor, producător și scenarist;
- Henry L. Stimson (1867 - 1950), politician;
- Oliver Stone (n. 1946), regizor;
- Susan Strasberg (1938 - 1999), actriță;
- Barbra Streisand (n. 1942), cântăreață, actriță, regizoare și producătoare de film, laureată a două Oscar;
- Meryl Streep (n. 1949), actriță;
- Ed Sullivan (1901 - 1974), prezentator, jurnalist sportiv.

## T
- Irving Thalberg (1899 - 1936), producător de film;
- Gene Tierney (1920 - 1991), actriță;
- Marisa Tomei (n. 1964), actriță;
- Donald Trump (n. 1946), politician, președinte al SUA;
- Donald Trump Jr. (n. 1977), om de afaceri, fiul lui Donald Trump;
- Eric Trump (n. 1984), om de afaceri, personalitate TV;
- Fred Trump (1905 - 1999), dezvoltator imobiliar și filantrop;
- Ivanka Trump (n. 1981), fotomodel, fiica lui Donald Trump;
- Richard Tucker (1913 - 1975), tenor de operă și  cantor;
- John Turturro (n. 1957), actor, scenarist și regizor;
- Liv Tyler (n. 1977), actriță;
- Steven Tyler (n. 1948), muzician, compozitor;
- Mike Tyson (n. 1966), pugilist;
- Neil deGrasse Tyson (n. 1958), astrofizician.

## U
- The Ultimate Warrior (1959 - 2014), wrestler.

## V
- Cornelius Vanderbilt (1794 - 1877), om de afaceri, filantrop;
- Luther Vandross (1951 - 2005), cântăreț, textier și producător;
- Robert Vaughn (1932 - 2016), actor.

## W
- Christopher Walken (n. 1943), actor;
- Eli Wallach (1915 - 2014), actor;
- Kerry Washington (n. 1977), actriță;
- Marlon Wayans (n. 1972), actor, producător, umorist;
- Sigourney Weaver (n. 1949), actriță;
- Steven Weinberg (n. 1933), fizician, Premiul Nobel pentru Fizică;
- Mae West (1893 - 1980), actriță;
- Edith Wharton (1862 - 1937), scriitoare, trei nominalizări la Premiul Nobel pentru Literatură;
- Joss Whedon (n. 1964), producător de film, regizor, scenarist, compozitor;
- Maggie Wheeler (n. 1961), actriță;
- Kristen Wiig (n. 1973), actriță;
- Vanessa Lynn Williams (n. 1963), actriță, cântăreață;
- Reno Wilson (n. 1970), actor.

## Y
- Tony Yayo (n. 1978), rapper.

## Alte persoane legate de orașulNew York
- Jason Alexander (n. 1959), actor;
- Jennifer Aniston (n. 1969), actriță, femeie de afaceri;
- Chester Alan Arthur (1829 - 1886), politician, președinte al SUA;
- Isaac Asimov (1920 - 1992), scriitor de science-fiction;
- John Jacob Astor (1763 - 1848), om de afaceri;
- Lucille Ball (1911 - 1989), actriță, producătoare;
- Lloyd Banks (n. 1982), cântăreț hip hop;
- Irving Berlin (1888 - 1989), compozitor;
- Leonard Bernstein (1918 - 1990), dirijor, compozitor;
- Michael Bloomberg (n. 1942), om de afaceri, politician, filantrop;
- David Bowie (1947 - 2016), cântăreț, compozitor;
- Marlon Brando (1924 - 2004), actor, un Premiu Oscar;
- Brandy Norwood (n. 1979), cântăreață, actriță;
- Sid Caesar (1922 - 2014), actor;
- Mariah Carey (n. 1969), cântăreață, actriță;
- Wendy Carlos (n. 1939), compozitoare, muziciană;
- Art Carney (1918 - 2003), actor;
- Enrico Caruso (1873 - 1921), tenor;
- Willa Cather (1873 - 1947), scriitoare;
- Madonna (n. 1958), cântăreață, actriță, producătoare și compozitoare;
- Chelsea Clinton (n. 1980), fiica fostului președinte Bill Clinton;
- Bill Cosby (n. 1937), actor, comediant;
- Tom Cruise (n. 1962), actor, nominalizat Oscar;
- Lorenzo da Ponte (1749 - 1838), libretist de operă;
- Thomas E. Dewey (1902 - 1971), politician;
- Vin Diesel (n. 1967), actor și producător;
- Marlene Dietrich (1901 - 1992), cântăreață germană;
- Frederick Douglass (1818 - 1895), reformator social, scriitor, om de stat;
- Bob Dylan (n. 1941), cântăreț, compozitor;
- Millard Fillmore (1800 - 1874), președinte al SUA;
- Bobby Fischer (1943 - 2008), campion mondial la șah;
- Ella Fitzgerald (1917 - 1996), cântăreață de jazz;
- Steve Forbes (n. 1947), editor, politician;
- Dave Gahan (n. 1962), cântăreț;
- Greta Garbo (1905 - 1990), actriță suedeză;
- Alexander Hamilton (1755/1757? - 1804), politician, om de stat;
- Debbie Harry (n. 1945), cântăreață, actriță;
- O. Henry (1862 - 1910), scriitor;
- Herman Hollerith (1860 - 1929), statistician, inventator;
- Harry Houdini (1874 - 1926), iluzionist;
- Langston Hughes (1902 - 1967), scriitor;
- Janet Jackson (n. 1966), cântăreață, textieră, dansatoare și compozitoare;
- Kevin James (n. 1965), actor de comedie, scenarist;
- Robert F. Kennedy (1925 - 1968), om politic;
- Kiesza (n. 1989), cântăreață, dansatoare;
- Lisa Kudrow (n. 1963), actriță;
- John Layfield (n. 1966), wrestler;
- Heath Ledger (1979 - 2008), actor;
- Amy Lee (n. 1981), cântăreață;
- Spike Lee (n. 1957), actor, scriitor, regizor și producător;
- John Lennon (1940 - 1980), cântăreț, compozitor, unul din fondatorii trupei The Beatles;
- Sidney Lumet (1924 - 2011), regizor;
- Ali MacGraw (n. 1939), actriță;
- Dean Martin (1917 - 1995), actor, cântăreț;
- Ricky Martin (n. 1971), cântăreț;
- Linda McCartney  (1941 - 1998), fotografă și activistă, soția lui Paul McCartney;
- John McEnroe (n. 1959), jucător de tenis;
- Zubin Mehta (n. 1936), dirijor indian;
- Bette Midler (n. 1945), cântăreață, actriță;
- Nicki Minaj (n. 1982), rapperiță, cântăreață și compozitoare;
- Liza Minnelli (n. 1946), actriță, cântăreață și dansatoare, laureată Oscar;
- J. P. Morgan (1837 - 1913), bancher, colecționar de artă;
- Thomas Nast (1840 - 1902), caricaturist;
- Mary-Kate și Ashley Olsen (n. 1986), actrițe gemene;
- Jacqueline Kennedy Onassis (1929 - 1994), soția președintelui Kennedy;
- Yoko Ono (n. 1933), artistă și muziciană, soția lui John Lennon;
- Haley Joel Osment (n. 1988), actor;
- Sarah Jessica Parker (n. 1965), actriță, cântăreață, fotomodel, producătoare de film;
- James Patterson (n. 1947), scriitor;
- Itzhak Perlman (n. 1945), violonist, dirijor și pedagog israeliano-american;
- Daniel Radcliffe (n. 1989), actor;
- Ayn Rand (1905 - 1982), scriitoare rusă;
- Tony Randall (1920 - 2004), actor;
- Ryan Reynolds (n. 1976), actor;
- Chris Rock (n. 1965), producător de televiziune, regizor;
- John D. Rockefeller (1839 - 1937), industriaș și filantrop;
- Franklin Delano Roosevelt (1882 - 1945), președinte al SUA;
- Babe Ruth (1895 - 1948), jucător de baseball;
- Telly Savalas (1922 - 1994), actor;
- Amy Sedaris (n. 1961), actriță;
- Chloë Sevigny (n. 1974), actriță;
- Paul Simon (n. 1941), cantautor;
- Frank Sinatra (1915 - 1998), cântăreț, actor, crooner;
- Patti Smith (n. 1946), cântăreață, compozitoare, poetă;
- Kevin Spacey (n. 1959), actor, regizor;
- Regina Spektor (n. 1980), cântăreață, pianistă;
- Bruce Springsteen (n. 1949), cântăreț, compozitor;
- Wilhelm Steinitz (1836 - 1900), campion mondial la șah;
- Martha Stewart (n. 1941), femeie de afaceri, scriitoare, personalitate de televiziune;
- Sting (muzician) (n. 1951), muzician;
- Emma Stone (n. 1988), actriță;
- Lee Strasberg (1901 - 1982), actor, regizor;
- Meryl Streep (n. 1949), actriță, multiplu laureată Oscar;
- Daniel Tompkins (1774 - 1825), antreprenor, jurist, congressman, om de stat;
- Melania Trump (n. 1970), designer, soția președintelui Donald Trump;
- Johannes Urzidil (1896 - 1970), scriitor, poet, istoric;
- Martin Van Buren (1782 - 1862), politician, om de stat;
- Jon Voight (n. 1938), actor, laureat Oscar;
- Rufus Wainwright (n. 1973), cântăreț;
- Andy Warhol (1928 - 1987), grafician, fotograf, pictor și realizator de filme ;
- Denzel Washington (n. 1954), actor;
- Walt Whitman (1819 - 1892), poet, eseist, jurnalist, umanist;
- Olivia Wilde (n. 1984), actriță, scenaristă, regizoare, producătoare, fotomodel.